# Praxedis G. Guerrero
Praxedis G. Guerrero là một đô thị thuộc bang Chihuahua, México. Năm 2005, dân số của đô thị này là 8514 người.